# Achim Schmidtchen
Achim Schmidtchen (* 25. April 1928 in Wurgwitz bei Freital; † 18. Dezember 1997 in Dresden) war ein deutscher Schauspieler.

## Leben
Schmidtchen begann in einer Laientheatergruppe und absolvierte dann eine Schauspielausbildung an der Akademie für Musik und Theater in Dresden, unter anderem bei Erich Ponto. Nach seinem Theaterdebüt in Bautzen spielte er 1947/48 an der Dresdner Volksbühne, dann in Lübeck und Freiburg im Breisgau. 1952 und 1953 spielte er die Rolle des Fred Santer, bei den Karl-May-Spielen Bad Segeberg. Von 1956 bis 1958 war er am Deutschen Nationaltheater in Weimar engagiert, von 1958 bis 1971 beim Schauspiel Leipzig und von 1971 bis 1992 am Staatstheater Dresden. Seit Ende der 1950er Jahre war er auch gelegentlich in Film und Fernsehen zu sehen.
Er war mit der Schauspielerin Regina Jeske verheiratet.

## Filmographie
- 1959: Doktor Wanner (TV) – Regie: Hans Michael Richter
- 1960: Silvesterpunsch – Regie: Günter Reisch
- 1961: Der Arzt von Bothenow – Regie: Johannes Knittel
- 1961: Gewissen in Aufruhr (TV, 5 Teile) – Regie: Hans-Joachim Kasprzik, Günter Reisch
- 1963: For Eyes Only – Regie: János Veiczi
- 1965: König Drosselbart – Regie: Walter Beck
- 1965: Solange Leben in mir ist – Regie: Günter Reisch
- 1965: Berlin um die Ecke – Regie: Gerhard Klein
- 1965: Aus dem Tagebuch eines Minderjährigen (TV-Serie) – Regie: Klaus Gendries
- 1966: Schatten über Notre Dame (TV, 4 Teile) – Regie: Kurt Jung-Alsen
- 1967: Die gefrorenen Blitze – Regie: János Veiczi
- 1968: Ich war neunzehn – Regie: Konrad Wolf
- 1969/71: Befreiung (Освобождение) – Regie: Juri Oserow
- 1969: Rendezvous mit unbekannt (TV-Serie) – Regie: János Veiczi
- 1970: Im Spannungsfeld – Regie: Siegfried Kühn
- 1970: Jeder stirbt für sich allein (Fernsehfilm, 3 Teile) – Regie: Hans-Joachim Kasprzik
- 1970: Ich – Axel Cäsar Springer (TV, 5 Teile) – Regie: Achim Hübner
- 1973: Das zweite Leben des Friedrich Wilhelm Georg Platow – Regie: Siegfried Kühn
- 1973: Stülpner-Legende (TV, 7 Teile) – Regie: Walter Beck
- 1973: Polizeiruf 110: Eine Madonna zuviel (TV-Reihe) – Regie: Helmut Krätzig
- 1977: Soldaten der Freiheit (Солдаты свободы) – Regie: Juri Oserow
- 1978: Volpone (TV) – Regie: Annelies Thomas
- 1983: Fariaho – Regie: Roland Gräf
- 1983: Der Staatsanwalt hat das Wort: Das Bleiglasfenster (TV-Reihe) – Regie: Horst Zaeske
- 1989: Polizeiruf 110: Trio zu viert (TV-Reihe) – Regie: Edgar Kaufmann
- 1992: Karl May (TV, 6 Teile) – Regie: Klaus Überall